# Eric Bäckman
Eric Bäckman, nacido el 24 de mayo de 1988 en Estocolmo, es un guitarrista, modelo y actor sueco. Firmando bajo el nombre artístico de "Cat Casino" integra el grupo de Industrial Metal Deathstars desde octubre del 2006. Ha actuado en la película "Du Levande" (La comedia de la vida)", la cual fue premiada en el 2008 en el festival de Sevilla, en el papel de Micke Larsson.
Eric firma además bajo el nombre de Cat en las agencias de modelo Synk Casting y TheCore. En esa función fue parte del reparto del vídeoclip del tema Sober de la cantante estadounidense Pink.